# Balta livida
Balta livida es una especie de cucaracha del género Balta, familia Ectobiidae.

## Distribución
Esta especie se encuentra en Tanzania y Mozambique.